# Krullring
Ein Krullring (nach Wolfgang Krull) ist ein Integritätsbereich {\displaystyle A} mit der folgenden Eigenschaft:
Es gibt eine Menge {\displaystyle M}, deren Elemente diskrete Bewertungsringe des Quotientenkörpers {\displaystyle K:={\text{Quot}}(A)} sind, 
sodass die beiden folgenden Bedingungen erfüllt sind:
- {\displaystyle A=\bigcap _{R\in M}R}
- Für jedes {\displaystyle x\neq 0} aus {\displaystyle A}, gibt es nur endlich viele Bewertungsringe aus {\displaystyle M}, in deren jeweiligem maximalen Ideal {\displaystyle x} enthalten ist. (Bewertungsringe sind lokale Ringe, d. h., sie haben jeweils nur ein maximales Ideal)

Die erste Bedingung bedeutet: {\displaystyle A} ist der Durchschnitt der Bewertungsringe aus {\displaystyle M}.